# Raionul Kazanka, Mîkolaiiv
Kazanka (în ucraineană Казанківський район, transliterat: Kazankivskîi raion) este un raion în regiunea Mîkolaiiv, Ucraina. Reședința sa este așezarea de tip urban Kazanka.

## Demografie
Componența lingvistică a raionului Kazanka
     Ucraineană (81,22%)
     Rusă (17,26%)
     Alte limbi (1,16%)
Conform recensământului din 2001, majoritatea populației raionului Kazanka era vorbitoare de ucraineană (81,22%), existând în minoritate și vorbitori de rusă (17,26%).